# Amlikon-Bissegg
Amlikon-Bissegg es una comuna suiza del cantón de Turgovia, ubicada en el distrito de Weinfelden. Limita al norte con las comunas de Müllheim, Wigoltingen y Märstetten, al este con Weinfelden y Bussnang, al sur con Affeltrangen, y al oeste con Thundorf y Hüttlingen.

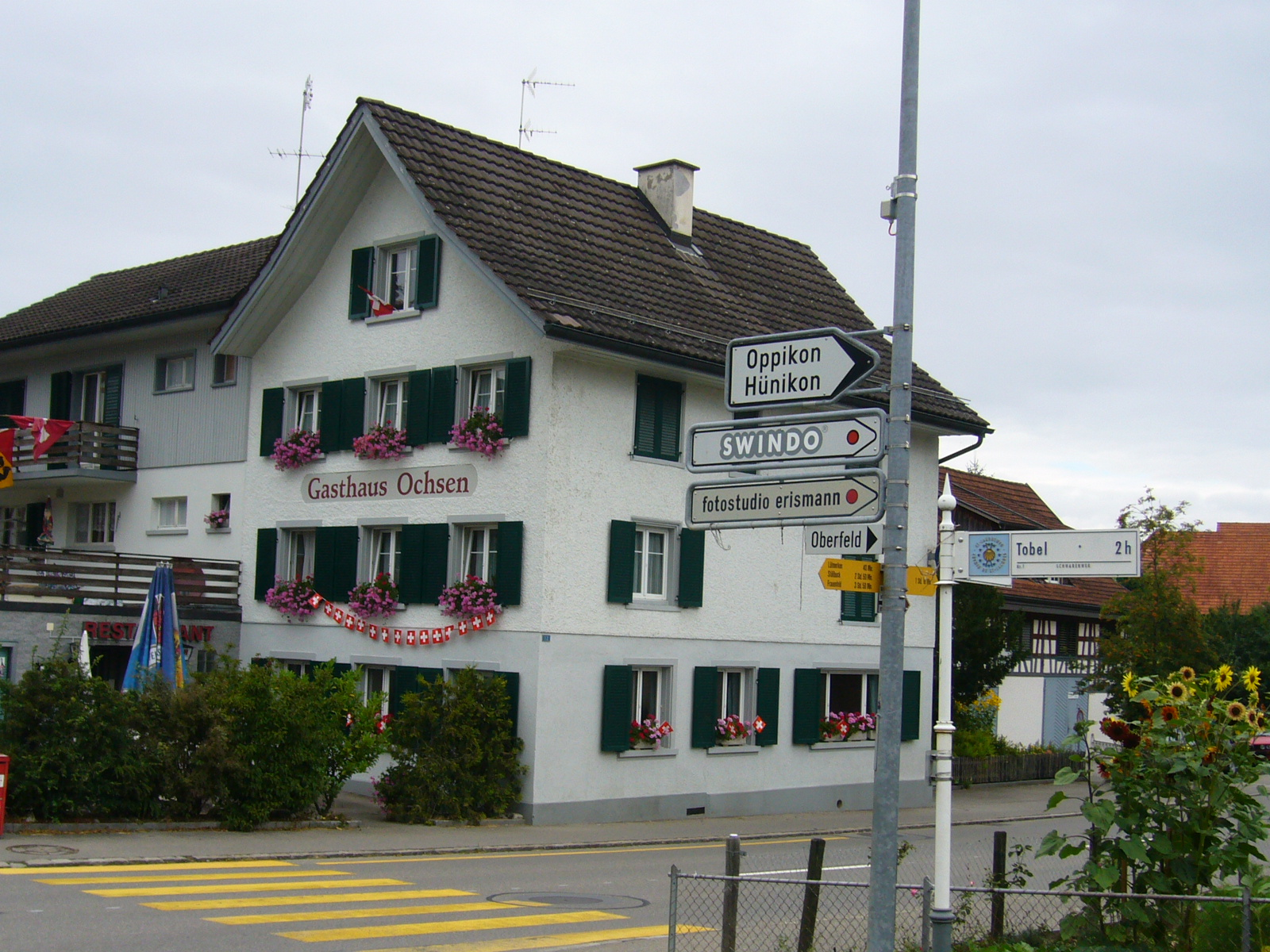
Hotel Ochsen, Amlikon-Bissegg.